# Negociações pelo fim do apartheid na África do Sul
Entre 1990 e 1993 foram realizadas uma série de negociações para desmantelar o sistema do apartheid na África do Sul, assim como etapas unilaterais por parte do governo de Frederik de Klerk.
Essas negociações ocorreram entre o Partido Nacional governista, o Congresso Nacional Africano e uma grande variedade de outras organizações políticas, em um cenário de violência política no país, que incluía alegações de uma terceira força patrocinada pelo Estado, desestabilizando o país. As negociações resultaram na primeira eleição não-racial da África do Sul, que foi vencida pelo Congresso Nacional Africano.

## Contexto
O apartheid era um sistema de discriminação e segregação racial no governo sul-africano. Foi formalizada em 1948, formando uma estrutura de domínio político e econômico pela população branca e restringindo severamente os direitos políticos da maioria negra.
Entre 1960 e 1990, o Congresso Nacional Africano e outras organizações políticas da oposição negra foram proibidas. Enquanto o Partido Nacional reprimia a oposição negra ao apartheid, a maioria dos líderes do ANC e de outras organizações da oposição foram mortos, presos ou exilados.
No entanto, o aumento da pressão local e internacional sobre o governo, bem como a percepção de que o apartheid não poderia ser mantido pela força para sempre nem derrotado pela oposição sem um sofrimento considerável, acabaram levando os dois lados à mesa de negociações. O Acordo Tripartite, que pôs fim à Guerra das Fronteiras na África do Sul com as vizinha Angola e Namíbia, criou uma janela de oportunidade para criar as condições propícias para um acordo negociado, reconhecido pelo Dr. Niel Barnard, do Serviço Nacional de Inteligência sul-africano.

### Declaração de Fé de Mahlabatini
Em 4 de janeiro 1974, Harry Schwarz, líder da ala liberal-reformista do Partido Unido, reuniu-se com Mangosuthu Buthelezi, conselheiro executivo do bantustão de KwaZulu, e assinou um plano de cinco pontos para a paz racial na África do Sul, que passou a ser conhecida como Declaração de Fé de Mahlabatini.
A declaração afirmava que "a situação da África do Sul no cenário mundial e as relações internas da comunidade exigem, em nossa opinião, a aceitação de certos conceitos fundamentais para o desenvolvimento econômico, social e constitucional de nosso país". Apelou a negociações envolvendo todos os povos, a fim de elaborar propostas constitucionais enfatizando a oportunidade para todos com uma Declaração de Direitos de salvaguardar esses direitos. Sugeriu que o conceito federal fosse a estrutura apropriada para que essas mudanças ocorressem. Afirmou também que a mudança política deve ocorrer por meios não violentos.
A declaração foi o primeiro desses acordos por líderes políticos negros e brancos reconhecidos na África do Sul que afirmaram ditos princípios. O compromisso com a busca pacífica de mudanças políticas foi declarado em um momento em que nem o Partido Nacional nem o Congresso Nacional Africano buscavam soluções ou diálogos pacíficos. A declaração foi anunciada pela imprensa de língua inglesa como um avanço nas relações raciais na África do Sul. Logo após sua emissão, a declaração foi endossada por vários ministros dos bantustões, incluindo Cedric Phatudi (Lebowa), Lucas Mangope (Bophuthatswana) e Hudson Nisanwisi (Gazankulu). Apesar do apoio considerável de líderes negros, da imprensa anglófona e de figuras liberais como Alan Paton, a declaração viu forte oposição do Partido Nacional, da imprensa africâner e da ala conservadora do Partido Unido de Harry Schwarz.

### Contato antecipado
As primeiras reuniões entre o governo sul-africano e Nelson Mandela foram conduzidas pelo Serviço Nacional de Inteligência (NIS), sob a liderança de Niel Barnard e seu vice-diretor geral, Mike Louw. Essas reuniões eram secretas por natureza e foram projetadas para desenvolver um entendimento sobre se havia bases comuns suficientes para futuras conversações de paz. À medida que essas reuniões evoluíram, desenvolveu-se um nível de confiança entre os principais atores (Niel Barnard, Louw e Mandela). Para facilitar as negociações futuras, preservando o sigilo necessário para proteger o processo, Barnard providenciou que Mandela fosse transferida da Ilha Robben para a Prisão de Pollsmoor em 1982. Isso proporcionou a Mandela acomodações mais confortáveis, mas também proporcionou um acesso mais fácil de uma maneira que não poderia ser comprometida. Barnard, portanto, intermediou um acordo inicial em princípio sobre o que ficou conhecido como "conversas sobre conversas". Foi nessa fase que o processo foi elevado de um envolvimento secreto para um envolvimento mais público.
A primeira reunião menos experimental entre Mandela e o governo do Partido Nacional ocorreu enquanto PW Botha era Presidente de Estado. Entre 1985 e 1989, uma série de reuniões provisórias ocorreu, preparando as bases para novos contatos e futuras negociações, mas houve pouco progresso real e as reuniões permaneceram em segredo até vários anos depois.
Quando as negociações secretas deram frutos e o engajamento político começou a ocorrer, o Serviço Nacional de Inteligência retirou-se do centro do processo e passou para uma nova fase do trabalho de apoio operacional. Essa nova fase foi projetada para testar a opinião pública sobre uma solução negociada. No centro desse planejamento estava uma iniciativa que ficou conhecida nos círculos da Força de Segurança como o Safari de Dakar, que viu vários formadores de opinião afrikaners importantes se envolverem com o Congresso Nacional Africano em Dakar, Senegal e Leverkusen, Alemanha, em eventos organizados pelo Instituto por Alternativas Democráticas na África do Sul. O objetivo operacional desta reunião não era entender as opiniões dos próprios atores - que eram muito conhecidas nesta fase dentro dos círculos estratégicos de gestão - mas avaliar a opinião pública sobre um movimento que se afastava da postura anterior de segurança de confronto e repressão para uma nova postura baseada no engajamento e acomodação.

### Cancelamento do banimento de organizações da oposição e libertação de Mandela
Quando FW de Klerk se tornou presidente em 1989, ele pôde se basear nas negociações secretas anteriores com Mandela preso. Os primeiros passos significativos para as negociações formais ocorreram em fevereiro de 1990, quando, em seu discurso na abertura do Parlamento, de Klerk anunciou a revogação da proibição no Congresso Nacional Africano (ANC) e outras organizações proibidas, e a libertação do líder do ANC Nelson Mandela após 27 anos de prisão.

## Negociações iniciais

### Minuta de Groote Schuur
As negociações começaram com uma reunião entre o Congresso Nacional Africano e o governo sul-africano em 4 de maio de 1990 na residência presidencial na Cidade do Cabo, Groote Schuur.
Isso resultou no Minuta de Groote Schuur, um compromisso entre as duas partes com a resolução do clima de violência e intimidação existente, bem como a remoção de obstáculos práticos à negociação, incluindo imunidade de processo por retorno de exilados e libertação de presos políticos.

### Minuta de Pretória
Em 6 de agosto de 1990, o governo sul-africano e o Congresso Nacional Africano estenderam o consenso para incluir vários novos pontos. A Minuta de Pretória incluiu a suspensão da luta armada pelo ANC e sua ala militar Umkhonto we Sizwe, bem como por um fim ao estado de emergência.

### Acordo Nacional de Paz
O Acordo Nacional de Paz de 14 de setembro de 1991 foi um passo crítico para as negociações formais. Foi assinado por representantes de 27 organizações políticas e governos nacionais e nacionais, e preparou o caminho para as negociações da CODESA.

## CODESA I
A Convenção para uma África do Sul Democrática (CODESA), sob a presidência dos juízes Michael Corbett, Petrus Shabort e Ismail Mahomed, começou com uma sessão plenária em 20 de dezembro de 1991, quase dois anos após o banimento dos partidos políticos e a libertação de Nelson Mandela. A primeira sessão durou alguns dias, e grupos de trabalho foram nomeados para lidar com questões específicas. Esses grupos de trabalho continuaram suas negociações no próximo mês. As negociações ocorreram no World Trade Center, em Kempton Park, Ekurhuleni.

### Participantes da CODESA
Dezenove grupos estiveram representados na CODESA, incluindo o governo sul-africano, o Partido Nacional, o Congresso Nacional Africano, o Partido da Liberdade Inkatha, o Partido Democrata, o Partido Comunista Sul-Africano, o Congresso Indiano da África do Sul, o Partido Trabalhista Colorido, o Partido Indiano Popular Nacional e o Partido Solidariedade, assim como os líderes dos bantustões nominalmente independentes de Transkei, Ciskei, Bophuthatswana e Venda.
O Partido Conservador branco de direita e o Congresso Pan-Africanista de esquerda boicotaram a CODESA. O líder do Partido da Liberdade de Inkatha (IFP), Mangosuthu Buthelezi, pessoalmente não participou porque suas demandas por delegações adicionais da pátria KwaZulu e pelo rei zulu Goodwill Zwelithini foram recusadas. O IFP foi, portanto, representado por Frank Mdlalose na CODESA.
No período entre CODESA I e CODESA II, no início de 1992, o Partido Nacional perdeu três eleições suplementares para o Partido Conservador. De Klerk anunciou que um referendo "somente para brancos" seria realizado sobre a questão de reformas e negociações. O resultado foi uma vitória esmagadora do lado "sim", com mais de 68% dos eleitores votando pela continuação das reformas e negociações.

## CODESA II e o rompimento das negociações
A CODESA II (a segunda sessão plenária) ocorreu em maio de 1992. Em junho de 1992, ocorreu o massacre de Boipatong, com 45 moradores de Boipatong mortos por moradores de albergues principalmente zulus. Mandela acusou o governo de De Klerk de cumplicidade no ataque e retirou o ANC das negociações, levando ao fim do CODESA II.
Em vez disso, o ANC saiu às ruas com um programa de "ação massiva em massa", que sofreu uma tragédia no massacre de Bisho em setembro de 1992, quando o exército do bantustão nominalmente independente de Ciskei abriu fogo contra manifestantes, matando 29. Isso trouxe uma nova urgência à busca de um acordo político.

## Reinício das negociações
Durante as negociações, o governo de de Klerk pressionou por uma transição de duas fases com um governo de transição designado, com uma presidência rotativa. O ANC pressionou por uma transição em um único estágio para maioria absoluta. Outros pontos de discórdia incluíam os direitos das minorias, a toma decisões em um estado unitário ou federal, os direitos de propriedade e a indenização por processos por crimes de motivação política.
Após o colapso da CODESA II, as negociações bilaterais entre o ANC e o NP se tornaram o principal canal de negociação. Dois negociadores importantes foram Cyril Ramaphosa, do ANC, e Roelf Meyer, do Partido Nacional, que formaram uma amizade íntima.
Foi Joe Slovo, líder do Partido Comunista da África do Sul, que em 1992 propôs a inovadora "cláusula de caducidade" para um governo de coalizão pelos cinco anos após uma eleição democrática, incluindo garantias e concessões a todos os lados.
No curso do processo de negociação e reformulação, o governo de de Klerk também libertou detidos que foram classificados como presos políticos na época. Entre os libertados em 1992, havia condenados à pena de morte, como Barend Strydom e Robert McBride, de extremos opostos do espectro político.

### Registro de entendimento
Em 26 de setembro de 1992, o governo e o ANC concordaram com um Registro de Entendimento. O acordo tratou de uma assembleia constitucional, de um governo interino, de presos políticos, de armas perigosas e de ações em massa, e recomeçou o processo de negociação após o fracasso da CODESA.

### Fórum Multipartidário de Negociação
Em 1 de abril de 1993, o Fórum Multipartidário de Negociação (MPNF) se reuniu pela primeira vez. Em contraste com a CODESA, a direita branca (o Partido Conservador e o Afrikaner Volksunie), o Congresso Pan-Africanista, o governo local do KwaZulu e delegações de "líderes tradicionais" participaram inicialmente do Fórum Multipartidário de Negociação.
Após o Registro de Entendimento, as duas principais partes negociadoras, o ANC e o NP, concordaram em chegar a um consenso bilateral sobre questões antes de levá-las às outras partes no fórum. Isso pressionou consideravelmente as outras partes a concordar com o consenso ou a serem deixadas para trás. Em protesto contra a percepção marginal do Partido da Liberdade Inkatha, Mangosuthu Buthelezi retirou o IFP do MPNF e formou o Grupo de Sul-Africanos Interessados (COSAG; mais tarde renomeado "Aliança da Liberdade") junto com líderes tradicionais, líderes de bantustões e grupos de direita brancos. Seguiu-se um período de transição, com o IFP permanecendo fora das negociações até poucos dias após as eleições em 27 de abril de 1994. Buthelezi foi convencido a desistir do boicote às eleições, depois que Mandela ofereceu ao rei zulu, Goodwill Zwelithini kaBhekuzulu, uma garantia de status especial da monarquia zulu, e a Buthelezi, a promessa de que mediadores estrangeiros examinariam as reivindicações de Inkatha para obter mais autonomia. a área de Zulu. Isso foi gerenciado com a ajuda de uma equipe estrangeira liderada pelo ex-secretário de Estado dos EUA Henry Kissinger e pelo ex-secretário de Relações Exteriores britânico Lord Carrington.
Em 10 de abril de 1993, o assassinato de Chris Hani, líder do SACP e líder sênior do ANC, por direitistas brancos novamente trouxe o país à beira do desastre, mas acabou provando um ser um ponto de virada, após o qual os principais partidos pressionaram um acordo com maior determinação. O assassinato de Hani é considerado por alguns como um evento que levou a uma mudança de poder a favor do ANC por causa do tratamento da situação por Nelson Mandela.
As negociações foram drasticamente interrompidas em junho de 1993, quando o grupo direitista Afrikaner Weerstandsbeweging invadiu o World Trade Center em Kempton Park, rompendo a fachada de vidro do prédio com um carro blindado e ocupando brevemente a câmara de negociações.
O MPNF ratificou a Constituição provisória nas primeiras horas da manhã de 18 de novembro de 1993. Posteriormente, o Conselho Executivo de Transição (TEC) supervisionou a preparação para uma eleição democrática.

## Eleições
A eleição realizada em 27 de abril de 1994 resultou no ANC conquistando 62% dos votos, e Nelson Mandela se tornando presidente, com De Klerk e Thabo Mbeki como deputados. O Partido Nacional, com 20% dos votos, ingressou com o ANC em um governo de unidade nacional.

### Consequências
A política de transição continuou após a eleição, com uma nova constituição finalmente acordada em 1995, e a Comissão da Verdade e Reconciliação lidando com crimes de motivação política cometidos durante a era do apartheid.